# 消極的事実の証明
消極的事実の証明（しょうきょくてきじじつのしょうめい、英語: Evidence of absence / proving non-existence）とは、ある事実が存在しない事実（消極的事実）の証明や証拠を指す。しばしば悪魔の証明の言葉が用いられることもあるが、この場合は特に自ら消極的事実の証明を行なう時というよりは、消極的事実の証明を求められた場合に、その立証困難性を前提として、立証責任を否定するために用いられる。ただし、立証困難なだけで論証自体は論理学上の誤謬ではなく、むしろ反対に厳密には論理的に正しくなくとも消極的事実の証明がなされたと見なす場合もある。
「証拠が無いことは、無いことの証明にならない（absence of evidence is not evidence of absence、証拠の不在は不在の証拠ではない）」という伝統的な格言の通り、この種の積極的な証明は、証拠が存在するとすれば既に見つかっているか、もしくは未知の証拠が存在する場合とは意味合いが異なる 。この点に関して、 Irving Copiは次のように書いている。

## 概要
存在しないという証拠があること（例えば今日にドラゴンが存在しないと示唆する証拠）と、単純に証拠が存在しないこと（例えば徹底的な調査がされていない）の差異は、微妙に異なる場合がある。確かに科学者は、実験の否定的な結果を、存在しないことの証明（仮説が成立しないことの証明）とみなすべきか、それとも証拠が発見できなかっただけ（実験が不十分）とみなすべきかで議論になることが多い。この時、実験が関心のある現象を検出できたかどうかという点が問われる。
「証拠の不在」に関する無知に訴える論証は、必ずしも間違いではなく、例えばリスクがあると立証されない限り、ある効果を期待されている新薬に、長期的な健康リスクがあると提起しないのは合理的である。一方で、決定的な結論を出すために十分な研究や調査がされていない状況においてそのような議論を行なうことは、通常は不適当と考えられるが、先のような立証は、議論や討論の中で証明の負担をシフトさせる説得力のある方法となり得る。一方でカール・セーガンは、宇宙物理学者であるマーティン・リースが述べるような「impatience with ambiguity（曖昧さへの焦り）」のような考えを批判する。すなわち「証拠が無いことは、無いことの証明にならない」。

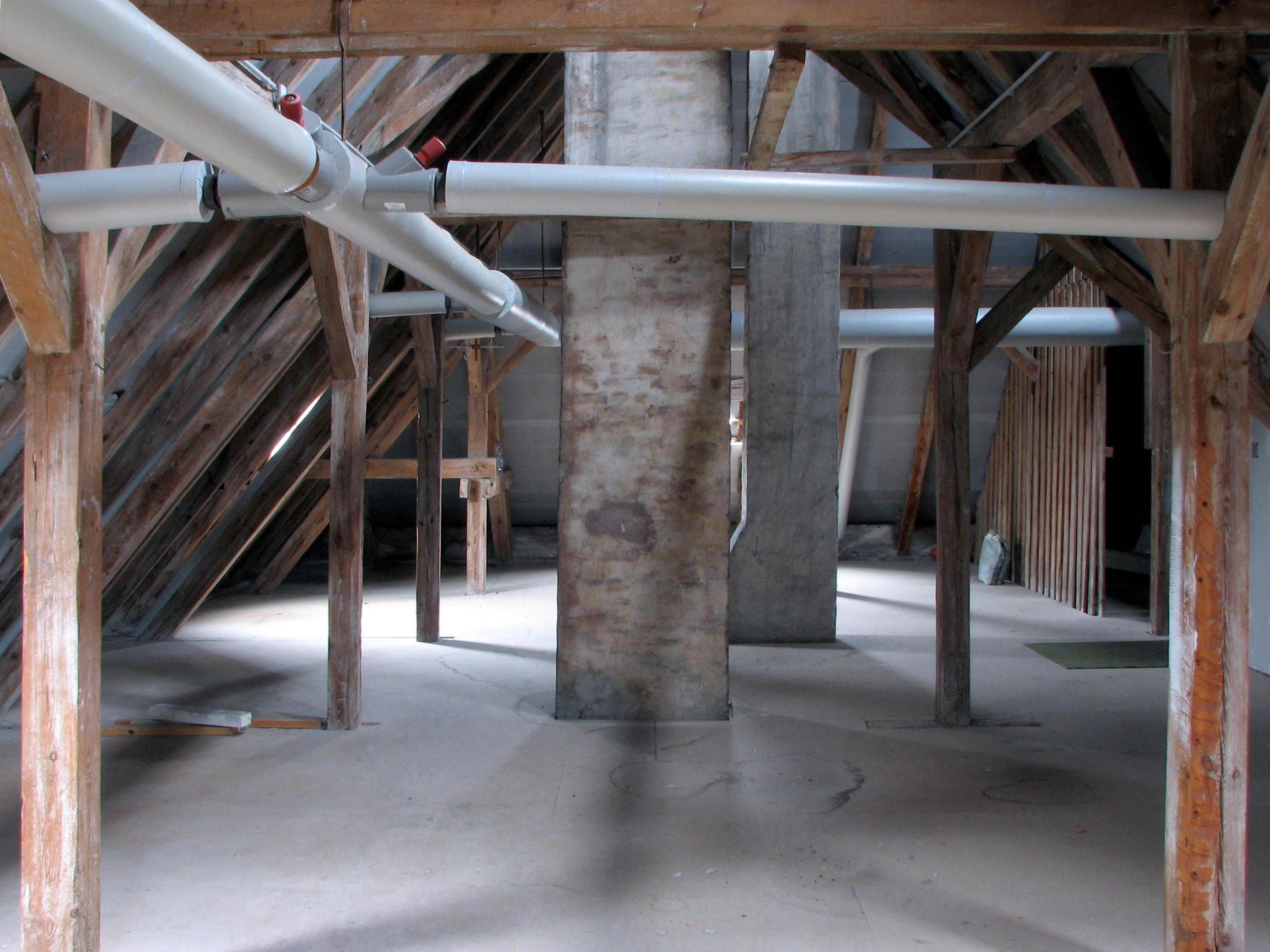
屋根裏に害虫がいないと証明するためには徹底的な調査をする必要があるが、ネズミの場合はそこまでしなくてもいないと証明できる

綿密に計画された科学実験では、否定的な結果が、消極的事実の証拠となり得る。例えば、予想された結果が得られなければ、立証目的の仮説が却下されたり、修正されたり、あるいは特別な説明が追加されるなどして改められることがある。科学分野において消極的事実の証拠として、否定的な結果を受け入れるかどうかは、用いられた方法や推論の信頼性を踏まえてなされる。

## 消極的事実の立証困難性
論理学において、自己言及のパラドックスのようにそれ自体が証明不可能なものは不当な命題として扱われる。ここで消極的事実の証明を求める命題は論理学上は不当ではない。形式論理学において消極的事実の証明は全事象を証明することによって可能だからである。例えば「赤いカラスはいない」という消極的事実の命題が与えられた時、それは肯定的結果・否定的結果問わず、世界中の全カラスを調べることで証明可能である。しかし、現実問題として世界中の全カラスを調査することは膨大な時間と費用を要するし、仮に成し遂げたように見えても、今度は本当に全事象を調べたと言えるかという別命題が立つ。このように消極的事実の証明は現実として困難性を伴う。
よって、中世以来の法格言「証明は肯定する者にあり、否定する者になし。(Affirmanti incumbit probatio, non neganti.)」に従うのであれば、積極的事実を主張した者が、その証明責任を負うのが一般的である。もし、積極的事実の主張者が証拠を示さずに、その反論者に対し、反対事実の証明として、その消極的事実の証明を課すこと（証明責任の転換）は論理的には可能だが、修辞学上、これは立証責任の放棄として詭弁として扱われる。ただし、これは消極的事実を主張した者には証明責任が無いことを認めるものではなく、古典ローマ法の法格言「証明は主張する者にあり、否定する者になし（Ei incumbit probation qua dicit, non qui negat）」にあるように、消極的事実の主張者が、最初から悪魔の証明を理由にして反論者に説明責任を転換することを前提として、その主張を行うことも不当とみなされうる。原則として証明の負担を負わなければならないのは、肯定的か否定的かを問わず、その主張者である。そのため、現代の裁判においても、積極的か消極的かを問わず、立証責任の分配として、その証明を求められることは普通にある（法律要件分類説）。